# Tōfuku-ji

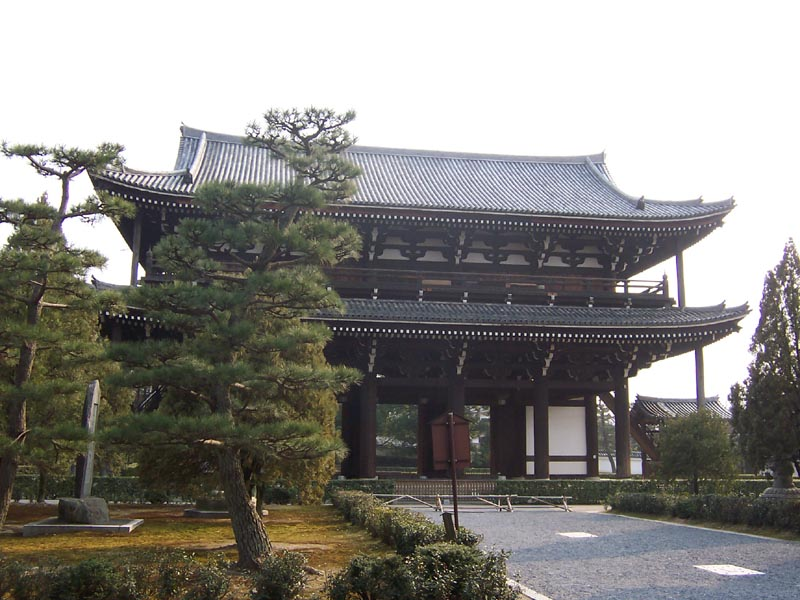
Seitenansicht des Sammon

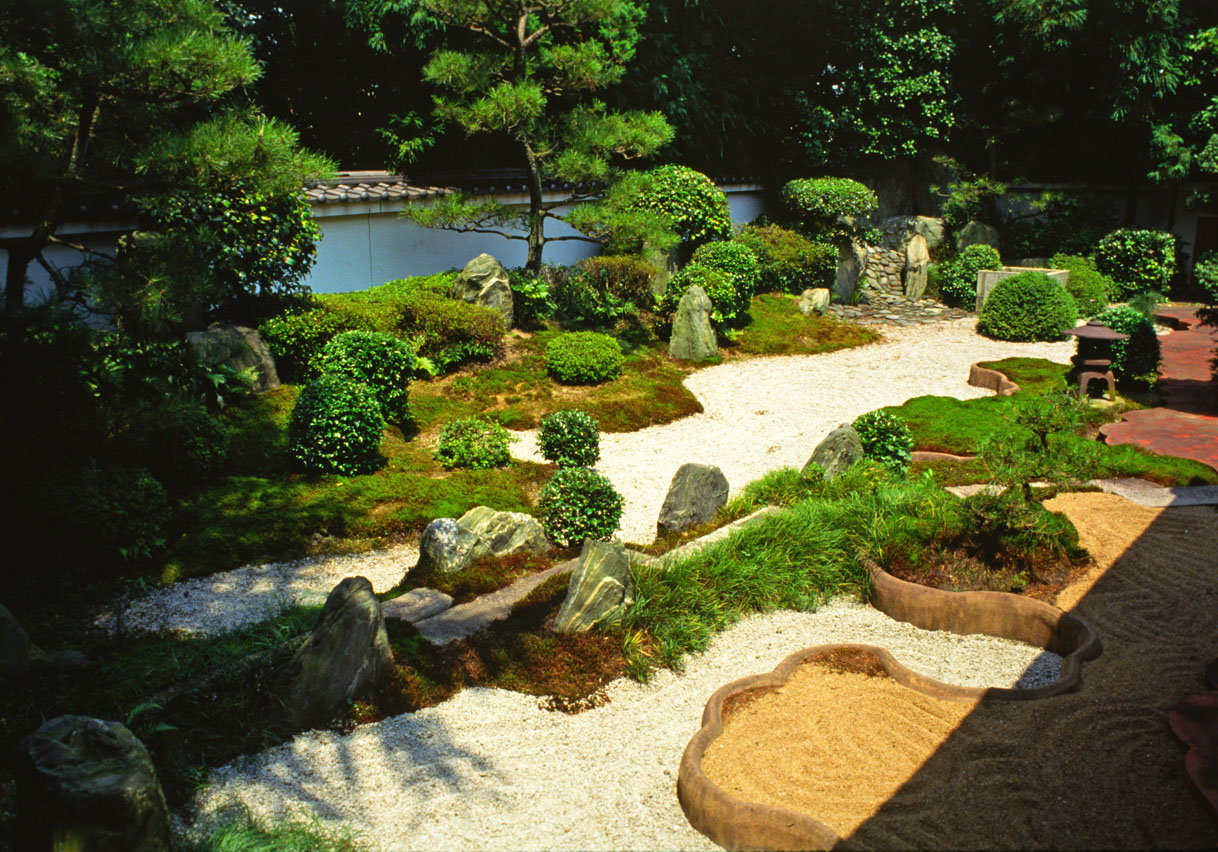
Die vier Gärten wurden im Jahr 1939 angelegt

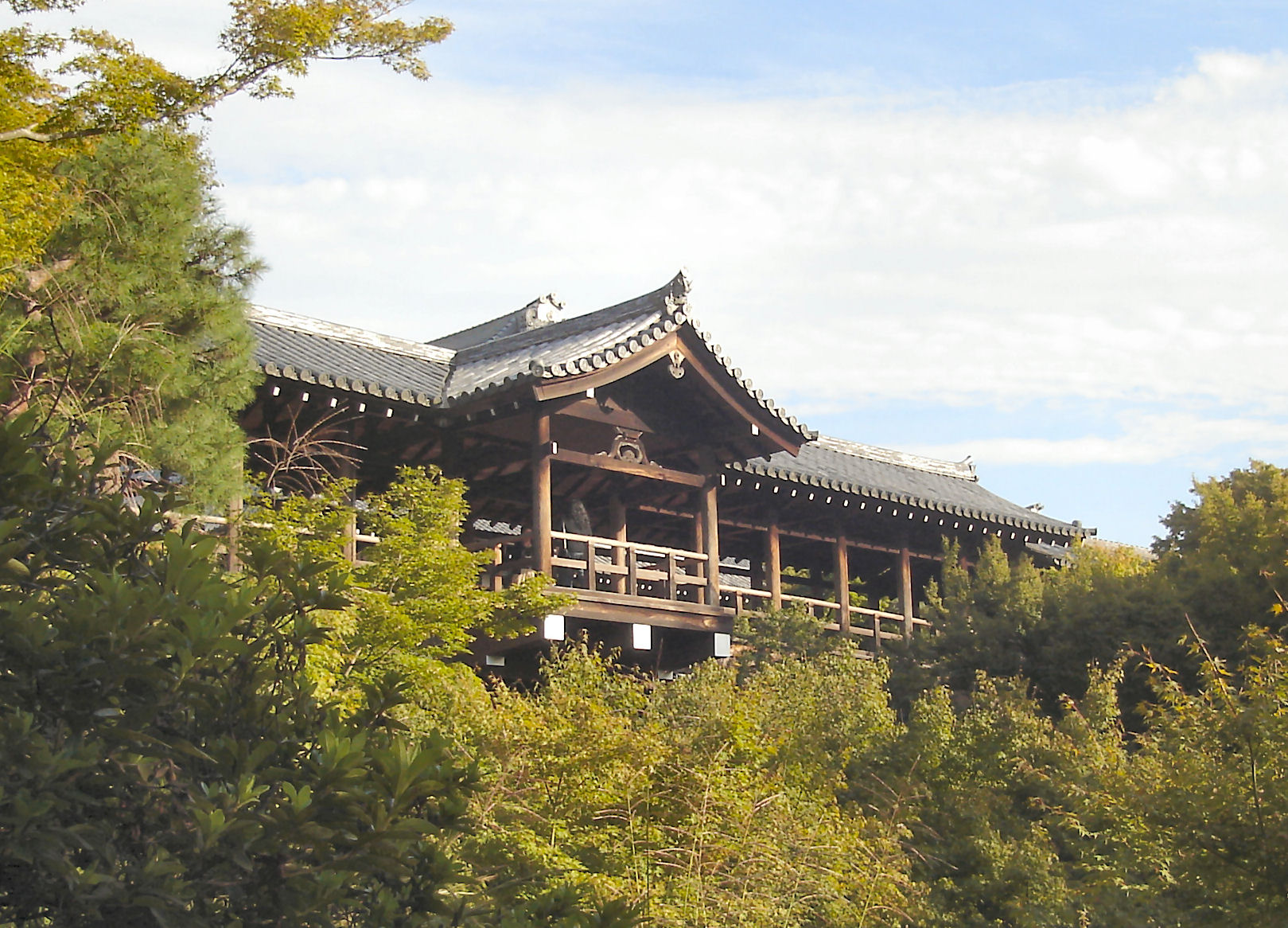
Tsutenkyo

Der Tōfuku-ji (jap. 東福寺) ist ein Zen-Tempel im Stadtbezirk Higashiyama der Stadt Kyōto, Japan. Ein früherer Abt war Keidō Fukushima.
Ursprünglich wurde der Tōfuku-ji im Jahr 1236 von Kujō Michiie nach dem Vorbild der prächtigen Tempelanlagen in Nara errichtet. Der Name Tōfuku-ji leitet sich ab vom Tō des Tōdai-ji und vom Fuku des Kōfuku-ji. Nach verheerenden Feuern im 14. Jahrhundert, welche die meisten ursprünglichen Gebäude vernichtet hatten, wurde der Tempel im 15. Jahrhundert wieder aufgebaut. Das letzte große Feuer im Jahr 1881 machte erneut Wiederaufbaumaßnahmen nötig, die 1934 abgeschlossen wurden.
Während seiner Geschichte hatte der Tōfuku-ji einige politisch bedeutende Schirmherren, darunter Ashikaga Yoshimochi, Toyotomi Hideyoshi und Tokugawa Ieyasu.
Das Sammon, ein 22 m hohes Torgebäude des Tempels, gilt als das älteste Haupttor der Zen-Tradition in Japan und wurde 1952 zu einem Nationalschatz Japans erklärt, ebenso eine Tuschezeichnung auf Seide, 19 Rollbilder, eine Song-Ausgabe der Enzyklopädie Taiping Yulan in 109 Bänden und eine Song-Ausgabe des Werks Yichu Liutie in 12 Bänden. Die Restaurationsmaßnahmen des Tors von 1969 bis 1978 kosteten 2,5 Millionen US-Dollar.